# Adolf Hansen (litteraturhistoriker)
 Der er flere personer med dette navn, se Adolf Hansen.
Adolf Marius Hansen (født Adolph 6. juni 1850 i København, død 2. februar 1908 på Frederiksberg) var en dansk litteraturhistoriker. Han oversatte engelske tekster, også Beovulfkvadet.
Efter at have gået på Det forenede velgørenhedsselskabs drengeskole (Frederik Barfods skole), hvor han havde Ludvig Trier som engelsk- og dansklærer, blev han student i 1868 fra Borgerdydskolen på Christianshavn, tog magisterkonferens 1875 i engelsk og blev 1883 dr.phil. på afhandlingen Addison som litterær Kritiker.
Han var bror til den litteratur- og teaterhistoriske forfatter, og journalist Peter Hansen. Adolf Hansens urne blev nedsat på Vestre Kirkegård.